# Zona Monumental de Yanahuara
La Zona Monumental de Yanahuara es el casco histórico de la Villa Hermosa de Yanahuara en el distrito del mismo nombre, en el Departamento de Arequipa, Perú. La zona monumental es «Patrimonio Cultural de la Nación» desde 1972,
y se encuentra localizado a 2 kilómetros de la plaza de Armas de Arequipa, en la periferia del Centro Histórico de Arequipa. La zona monumental es famosa por sus iglesias y callejones construidos con estilo andaluz.

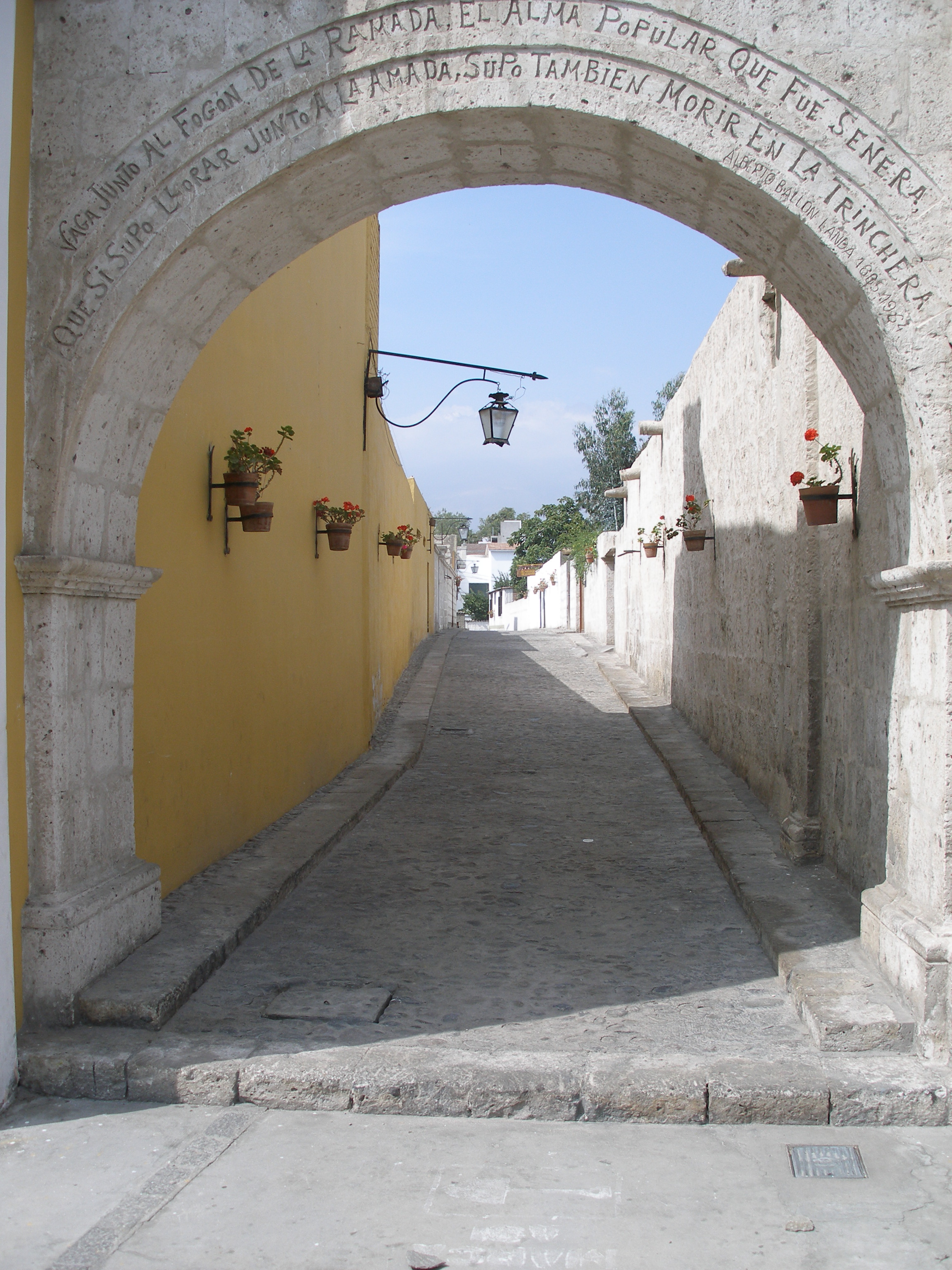
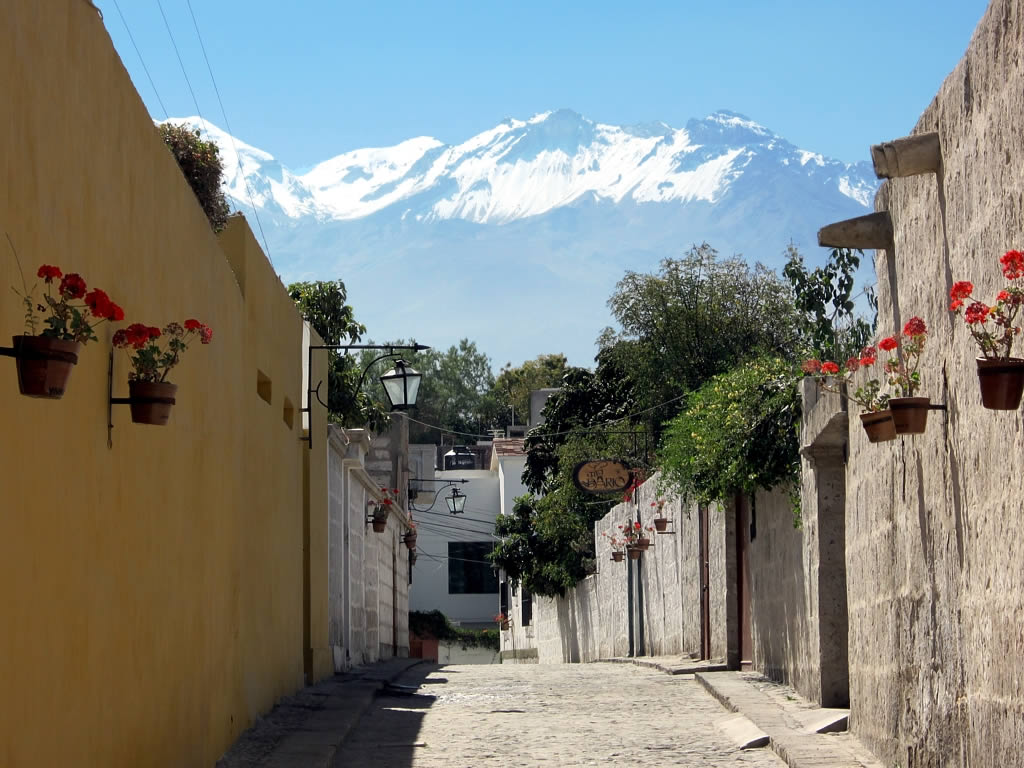
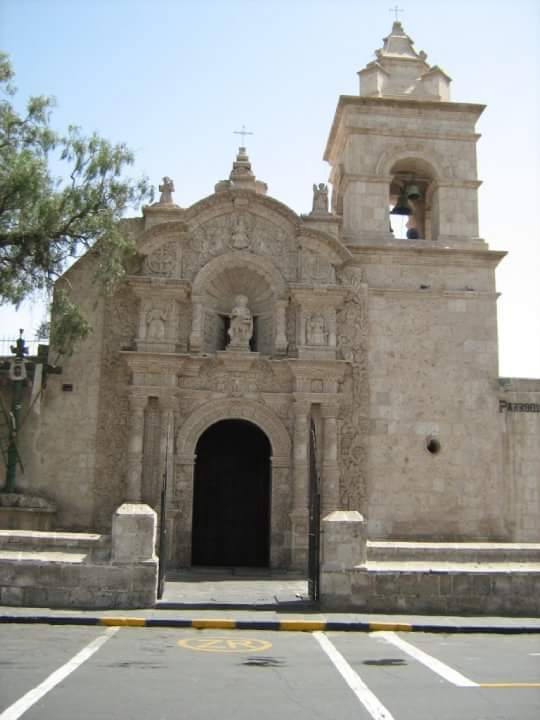
Iglesia de Yanahuara
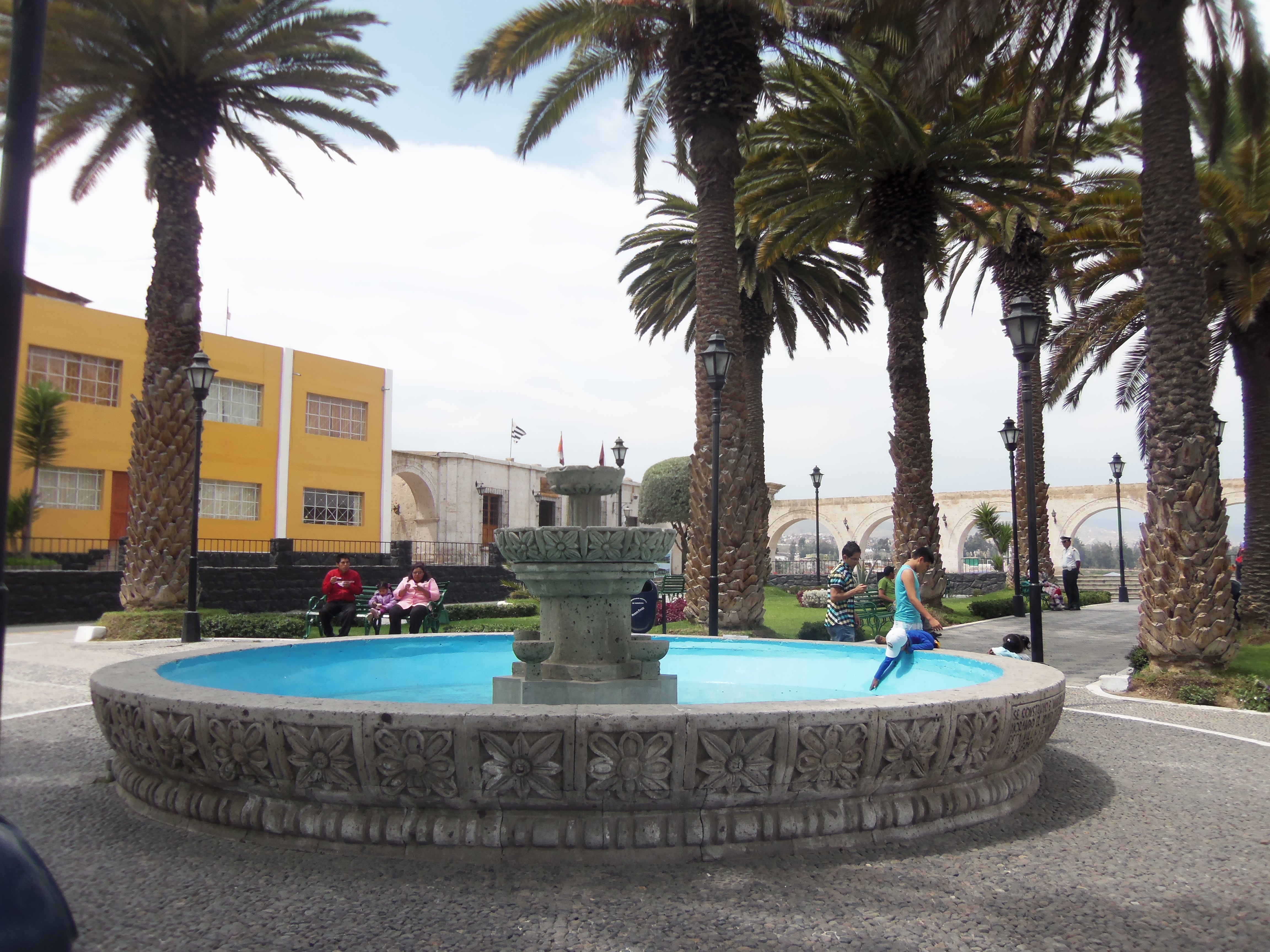

## Delimitación
La zona monumental de Yanahuara está comprendida dentro de los siguientes límites:
- Norte: Av. León Velarde
- Sur: Av. del Ejército, calle Cortaderas y Arica
- Este:  Calles Tronchadero, Manco Cápac
- Oeste: Av. Bolognesi